# فارغان
فارغان شهری در بخش فارغان شهرستان حاجی‌آباد استان هرمزگان ایران است.

## جمعیت
بر پایه سرشماری عمومی نفوس و مسکن در سال ۱۳۹۵ جمعیت این مکان ۱٬۷۷۳ نفر (۹۵۸ خانوار) بوده است.

## تاریخچه
فارغان را می‌توان همانند برزن دیرینه، در راه (جاده) مسیر شاهی جنوب ایران مانند انشان، تپه یحیی، سوغان بخشی ازتمدن شهر سوخته «آرته» راهی بطرف شرق مغ ستان وهرمز قدیم باجنوبی کوهستانی وشرق ایران که در این مورد همهٔ محققین براین امر واقف ومنابع بسیار هست ضرب سکه منصوب بوده، کرد. 
این منطقه با وجود تپه‌های باستانی مورد کاوش‌های باستان‌شناسی قرار نگرفته است. 
کوره‌های تولید انواع فلزات باستانی در این منطقه وجود دارد. 
کوره تولید شیشه در این منطقه یافت شده.
ساختمان‌های باستانی در این محل وجود دارد که می‌توان به :اشکفت‌هایی که با ملات ساروج اندود یا سنگ چین شده و محلی موسوم به شاه شکن آتشکده زردشت یا (گاهشمار) در ورودی بُخوان (بخو) یا بُخون آتشکده وگاه محلی موسوم به شاه شکن وچاپارخانه، چارتاقی آبگرم ده شیغ و میل آتشی لمُوشوکُو (میل آتشی) راهنمای کاروان‌ها اشاره کرد.
شیر برنزی (شیر طلا بسته، فارغان) توسط کشاورزی درباغی نزدیک قنات پیدا می‌کنند ۱۳۶۳ به علت نگهداری در بندر عباس ممکن نبود موقت در موزه کرمان نگهداری می‌شوند. وجودانواع سفال با رنگ‌های متفاوت از جمله سفال شوش (سبک شُوشیِ) در این منطقه هست اطراف تپه گشنوُ تپه‌های باستانی منطقه حفاری ممنوع است.

### معنای نام
پریتکانی، پارکان، فارغان (فارغانات) فارغان زمین و تارم زمین و سیرمند سه بخش جدا ناپذیر فرهنگی، قومی، گویشی (فارغانی)، هجاها معمولاً به‌عنوان واجگان «سازندهٔ قطعات» حروف شناخته می‌شوند. آن‌ها می‌توانند ریتم یک زبان، قواعد شعری، الگوهای تأکید و… آن را تغییر دهند. کتاب [نگاهی اجمالیِ برجغرافیایِ تاریخیِ فارغان زمین] شماره کتاب‌شناسی ۷۵۷۰۳۴۰ وشابک ۹۷۸-۶۲۲-۷۶۶۱-۰۹-۵
نام نویسنده آزین معتضدکیوانی تارم به معنی محل جمع شدن آب است اوتیان درسنگ نبشه بیستون باخط میخی نام کوه بخون با نام بخو آمده
است شورشیان ویزاته شورشگر برای دروغین دستگیر منابع خط۳۳ تا ۳۴ . .
نام سیرمند به معنی سرزمین پر از رزق و روزی است.

### بناهای تاریخی
بقعه شریف بی بی که نسب او به جعفر صادق می‌رسد در این منطقه وجود دارد.
زیارت شاه رُخ الدین بنای بی‌نظیر با ورودی طاق شاخ بزی عمارت شگفت‌انگیز که بدست به بهانه مرمت تخریب کردند ویک بنای جدبد بتونی ساخته‌اند.
دو بنا و قلعه‌ای بزرگ از جنس خشت گل خام درنظام آباد ومیمند وجود داشت که به علت بروز اختلافات قومی با خاک یکسان و تنها پی‌های ساروجی آن مانده است اما قلعه گلشن (گِل وشن) خندق بزرگی دارد با ساروج ومجهز بوده بنا آغالی بزرگ که در دوران اوخر نادرشاه شکوه ومنزلت داشته چند بار تخریب شد.
پیش از حمله اعراب در این محل بنایی به نام دروازه دوزخ و بهشت وجود داشته که تخریب شده است نسخ مسجع و آثار آن در تنب گوشنوئیه مشرف بر شهر فارغان که در دوران رئیس عبدالجلیل مرمت نموده باقی مانده است.
نگاهی اجمالی بر تاریخ جغرافیایی فارغان زمین نویسنده ازین معتضدکیوانی درادامه جنوب میمند قبرها و دخمه‌هایی وجود دارد که در زبان محلی به آن سنگریا خرفت خانه می‌گویند و مردم محلی برای ساخت خانه‌های خود از سنگ‌های موجود در آن‌ها استفاده می‌کردند.
چاه‌های با بدنه ساروجی و باستانی در این منطقه وجود دارند.
کوره آجرپزی باستانی در این محل وجود دارد.
معدن گچ درکناره غربی این منطقه وجود دارد.
سد باستانی نارمند در این محل وجود دارد. 

## جغرافیا

### پوشش گیاهی
درختان نخل و انار و انجیر و لیمو و انگور در این ناحیه وجود دارند.
گیاهان گلسرخ و کنجد و عدس و ماش به هندوستان حمل می‌شد فارسنامه ناصری ۱۳۴۶ همانا ونک.الگو:مدرک فارس نامه ناصری
درکتاب هفت اقلیم ومجمع الانسان آمده است که ایاز نامی ملوک «جرون» راساخت و درسال ۶۸۵ رئیس نورالدین بعدها از این ناحیه بر تخت سلطنت تکیه زده صفحه ۵۳ و۵۲ هفت اقلیم امیناحمدرازی بسال ۱۰۱۰ هجری قمری در ادامه… هرمز در جزیره هرمز در تابستان غذاخوری یخ وجود داشته وبفروش می‌رفته واین یخ از کوه فارغان تأمین می‌شد. چون نزدیک‌ترین محل به هرمز کوه تشگرد (بخون- فارغان) می‌باشد. فتح هرمز وسفرنامه پییتر دلا ولا انواع داروهای گیاهی سنتی صحار ایرانی وتورانی زیست کوه فارغان منبع: کتاب نگاهی اجمالی بر جغرافیایی تاریخ فارغان زمین نویسنده آزین معتضدکیوانی این محل هوم نوش نام دارد که از شیره خرما معجونی درست میکردن و برای بهبودی و تسکین یا بیهوش کردن در طب استفاده داشته است.الگو:مدرک کتاب نگاهیِ اِجمالی بر جغرافیای تاریخی فارغان زمین و همایون صنعتی زاده
اقلیم پارس
نویسنده: مصطفوی، محمدتقی
جلد ۱ > صفحه ۹۵
فارغان از توابع حاجی‌آباد (سعادت‌آباد) بندرعبّاس است ۱ و همچنین ویرانه‌های موسوم به قلعه بهمن در سه کیلومتری فورگ و دو بنای مهمّ عهد ساسانی واقع در تنگ چک‌چک بین رستاق و فورگ که یکی از آنها قصر دختر نام دارد در نظام آباد فارغان بوده و دیگری را آتشگده می‌خوانند مربوط به قلمرو فرمانداری کلّ بنادر و جزائر بحر عمّان بوده بیرون از حوزهٔ فعلی استان فارس واقع می‌گردد لیکن آثاری که در شهرستان‌های مربوط بفرمانداری کلّ بنادر و جزائر خلیج‌فارس قرار دارد و با شهرستانهای جنوبی فارس مجاور و مربوط می‌شود.

### صنعت و کشاورزی
باغات این ناحیه مرکبات و گردو می‌باشد.
کشت (کولک) پنبه شلتوک جوانه برنج (لاله) گویند وشعرهای درایام کاشت برنج خوانده می‌شد، تریاک وتنها وتنباکو (قبلن کشت می‌شد) کُنجد جو گندم ذرت اَرزن سیفی هندوانه محلی که محصولات تابستانی کاشته می‌شود جالیز گویند در این منطقه رواج دارد.
رئیس غریب شاه بزرگ (کلانتر) از کسانی بود است که مادر نهال نارنگی را از سرگز احمدی آورده و در روستاهای بخوان تیدر باغان سیاهو زاکین هماگ نارمند دهنه میمند بندکوه فقط با پیوند می‌توان آنرا بهترین نارنگی و عطر خاص زاکرس جنوبی دارا باشد و معمارانه در دل حاشیه کُوه این نهال فقط با پیوند به درختان مرکبات بهترین آن (تلخه) یابکرایی توسعه پیدا می‌کند آنچه ویژگی دارد طبقه‌بندی شیب کوه است ماهرانه آنرا با چیدن سنگ بدون اینکه به بندهای پائین یا سیل تخریب نمایدآبیاری شود آب چشمه بخوان ودهنه میمند به دشت پشت چیل دشت میمند بهره سیفی زراعت کنند مخصوصاً آسیاب‌های آبی ساخته شده که از نظر معماری وشکل وقرار گرفتن سنگ آسیاب بسیار شگفت‌انگیز است.
صنعت‌هایی که از قدیم در این ناحیه وجود داشته سفالگری و کوره‌های ذوب فلز و پارچه بافی و و تولید چرم با رنگ طبیعی و دباغی مشک آبخوری با پوست و پارچه و تولید زیورآلات بوده‌اند. وکالت درخت نارنگی از دوران رئیس غریبشاه بزرگ صورت گرفته ومادر این درخت به سیاهو انتقال داده.

### فرهنگ و گویش فارغانی (فارغُنی)
گویش فارغُنی
فرهنگ و گویش تمام این ناحیه یکسان بوده و این امر موجب می‌شود که به کل این ناحیه فارغانات
(فارغان زمین) گفته شود.
همه آیین هاتمام مراسم و سنت‌های این ناحیه ریشه کاملاً ایرانی دارد.{{مدرک
آیین تعزیه خوانی از دوران صفوی در این ناحیه وجود دارد.{مدرک}}
صفحه
بحث
نمایش مبدأ
نمایش تاریخچه
گویش فارغانی
پرش به:ناوبری، جستجو
لغات واصطلاحاتی از زبان فارغانی، مردم فارغانات با مجمعوعه لغاتی که با توجه به گویش وفارغنی مقیم درشمال هرمزگانم ازین که با توجه از بهره‌گیری از دو فرهنگ متفاوت در این مقاله جمع‌آوری شده است بدیهی هست که این اقوام گوناگونی متفاورت به ادامه حیات وامرارمعاش هستند ما فقط در مورد گویش می‌پردازیم نخست شاید از کسانی که در این مقوله فعالیت دارند باتوجه به اینک در بط این گویش نیستند مطالب دیکر برگذیده و مقاله گویش چون ریشهٔ وقومی هست به مردمانش واین گویش را تحقیر نکننداین فدوی سعی کردم از هر کوی وبرزن از کوچک‌ترین لغات واصطلاحات نت برداری کنم وتقدیم مردم فارغانات کنم. دوم اینکه بهترین راه ارتباط در این فراین با اقوام گویش وزبان هست وزبان وگویش فارغنی یکی ازاصلی‌ترین مصدر فارسی اصیل می‌باشد برای اینکه ثابت کنیم این گوبش از بطن کهن‌ترین زبانها بهره گرفته کوتاه اینکه، آنچه دربارة نژاد، زبان و گویش فارغانات و روی هم رفته لُرها وبختیاری‌ها بیان گردید، نشان از ایرانی‌تبار بودن آنهاست و جای هیچ گمانی نیست. باتوجه به اینکه سال۲۰۰۸ازسوی یونسکوبه سال «زبان مادری» نامگذاری شده است، ازهم تباران فارغاناتی می‌خواهم که بیایید ماهم زبان مادریمان راپاس بداریم دلیل بنیادین دیگری که نشان می‌دهد زبان فارغنی همان زبان هخامنشی است، این است که کوروش بزرگ نیز به زبان کنونی فارغاناتی سخن می‌گفته است زیراجمله پایانی سنگ نبشتهٔ آرامگاه ایشان درپارسارگاد به زبان بختیاری نوشته شده است. بدین ترتیب که وی فرموده است: «هِدُم کوروش پادشاه هخامنشی» یعنی «هستم کوروش شاه هخامنشی» یا (زورا نیکنم) گرچه کلمهٔ نخست این جمله را دانشمند فرانسوی «کلودیوس ریچ» به صورت «آدُم» برگردان کرده‌اند، ازاین روست که درزبان فرانسه بیشتر حرف «ه» درآغاز کلمات به گونه ی «آ» یا «اَ» یا «اِ» بیان می‌گردد. مانند کلمه های(Henry) و(Helen)که به ترتیب در زبان فرانسه به «آنری» و «اِلن» گویش می شوندویاواژه هخامنشی که به صورت «اَکامنین» گویش می‌شوند. شایسته است بدانیم که درسنگ نبشته‌های داریوش هخامنشی نیز ایشان چندین بارخودراباهمین واژه «هِدٌم داریوش شاه هخامنشی» می‌شناساند؛ بنابراین باروشن شدن این حرف، می‌تواند راهگشای زبان شناسان باشد وامیدوپیشنهاد این است که درسنگ نبشته‌ها نیزدرست شود.
دلیل دوم اینکه داریوش بزرگ هخامنشی رئیس سازمان آب کشوررا «اَو تَر» نامیدکه ازدو کلمه «اَو» به چم «آب» و «تَر» به چم «دار» تشکیل می‌شود و «اَوتَر» به زبان امروزی «آبدار» می‌شود.
همچنین یکی از شعارهای به نام پادشاهی ایشان که درسنگ نبشته بیستون نیز نوشته است جملهٔ «زورا نی کو نوم» می‌باشد که به زبان فارسی کنونی یعنی «ستم نمی‌کنم» می شود. اکنون پس از دوهزاروپانصدسال واژگان بالا «هِدُم، اَو، زورا، نی کو نوم» بدون هیچگونه دگرگونی در زبان ما فارغانی‌ها گویش می‌شوند زبان‌های ایرانی از مجموعه زبانهای هند و اروپایی محسوب شده که زبان شناسان آنها را به چند شاخه مادی، پارسی باستان (Persian)، و… تقسیم‌بندی نموده‌اند. زبانهای اشکانی و ساسانی را اصطلاحاً زبانهای ایرانی میانه می‌گویند. ۱ در فرهنگ معین آمده است یکی از زیر شاخه‌های زبان پارسی باستان، فارسی میانه یا پهلوی است که زبان رسمی دوره ساسانیان بود۲. استاد همایی در این باره می‌نویسد: «زبان پهلوی زبانی است که باید آن را از لهجه‌های متوسط یا میانه ایران شمرد»۳ عباس اقبال آشتیانی نیز عنوان می‌دارد «زبان پهلوی اساساً ناشی از همان زبان فارسی باستان است۴» در این باره تقسیم‌بندی‌های متفاوت دیگری نیز صورت گرفته است که با یکدگر به نوعی مشابهت کلی دارند
```
 زبان یا گویش فارغانی از گویش‌های رایج ایرانی است که، زبان شناسان آن را ذیل سرشاخه زبان پارسی قرار داده‌اند. بسیاری از محققان معتقدند، گویش فارغانی مشابهت فراوانی با زبان پارسی میانه دارد که در دوره ساسانیان رواج داشته است و برخی نیز آن را از مشتقات زبان پارسی باستان برشمرده یا با به‌طور کلی با زبان پارسی باستان یکی دانسته‌اند: «گویش فارغانی در حقیقت همان زبان پهلوی عهد ساسانیان است۵» ـمنابع بختیاری، سرداراسعد، تاریخ بختیاری، به اهتمام جمشیدکیان فر، تهران، اساطیر، ۱۳۸۳٫ص۴۹ ــ. برخی نیز از این گویش تحت عنوان زبان مستقل یاد می‌کنند. در مجموع با تمام ویژگی‌هایی که این گویش اصیل ایرانی در خود نهفته دارد، می‌توان آن را شاخه ای از زبان پارسی ایران باستان دانست. این گویش در طول قرن‌ها اصالت خود را از دست نداده و اختلاط و امتزاج کمتری با زبان‌ها و گویش‌های بیگانه داشته است. شاید اساسی‌ترین دلیل آن شیوه زندگی کوچ نشینی و ویژگی‌های جغرافیایی سرزمین بختیاری بود؛ که موجب گردید، در مقابل اقوام مهاجم مقاومت نموده و فرهنگ خود را از تغییرات اساسی و نیز از گزند تحولات خارجی و دگرگونی‌های سریع که سایر گویش‌ها به آن دچار شده‌اند، مصون دارد.
 پژمان بختیاری محقق و شاعر نامدار معاصر، در همین زمینه می‌نویسد: «هنگامی که سرگرم تهیّه فرهنگ و دستور برای گویش بختیاری بودم دریافتم که پیوستگی آن لهجه با زبان پهلوی و اندکی هم با لسان پارسی باستان، خیلی عمیق‌تر از گویش‌های دیگر ایران زمین است. از این رو مطمئن شدم که فارغانی یکی از کهنسال‌ترین اقوام آریائی هستند که توانسته‌اند قرن‌ها در پناه جبال سر به فلک کشیده و پوشیده از جنگلهای انبوه، [تشگرد] استقلال گونه ای داشته و خود را از تعرّض جهانگیران و به ویژه بیگانگان حفظ کنند به همین علّت زبانشان تا حدّی خالص، نژادشان تقریباً سالم، سنن و عاداتشان تحقیقاً محفوظ، حتی اشعارشان کاملاً بر قرار پیشین باقی مانده، هنوز اشعار فارغانی به صورت خاص باقی مانده، لذا می‌بینیم که شعر و ادب بختیاری نیز برخاسته از همین ریشه و تحت تأثیر قواعد آن است.
```

شعر فارغانی از آغاز تادوره مشروطه:
```
 در قرون گذشته، به دلیل مقتضیات زندگانی فارغانی‌ها، ادبیات سرزمین فارغانات بیشتر در قلمرو «ادبیات شفاهی و عامیانه» شکل گرفته است. بخش مهمی از سروده‌های گویشی فارغانی در حوزه ادبیات شفاهی، در قالب ترانه‌ها، افسانه‌ها، سوگواره‌ها و اشعار حماسی است که در اوزان عروضی شعر کلاسیک فارسی نمی‌گنجند. حوزه ادبیات شفاهی و عامیانه فارغانی بسیار وسیع، متنوع و با پیشینه تاریخی طولانی است. وجود واژگان فراوان پارسی باستان در این گونهٔ شعر، از قدمت دیرینه آن حکایت دارد. فرهنگ فارغانی در قالب این نوع ادبیات، بسیار غنی و سرشار از آثار و اشعار ناب است که ریشه در ادبیات ایران باستان دارد. اما به دلیل روحیه آزادی‌خواهی این قوم و مجبور بودن به جابجایی و زندگی در شرایط سخت و نیز در کشاکش جنگ‌ها و نبردها، و محرومیت‌های شدید، ادبیات مکتوب در قرون گذشته از بین رفته یا اجباراً دیرتر شکل گرفته است.
```

روی هم رفته واژگان فارغنی به سه دسته بخش می‌شوند:یک گروه ازواژگان پارسی وپهلوی واوستایی هستند، گروه دوم ازواژگان که درزبان فارسی پیدا نمی‌شوند، ازواژگان زبان پارسی آنزانی هستند، وگروه سوم واژگانی هستند که اززبان‌های دیگربادگرگونی‌های بنیادین گرفته شده‌اند. البته تأثیر مهاجرت جنگ وخشک سالی که اخیر رشد نسل جدید مدرنیته که با مهاجرت با زبان فارسی نوشته‌اند وگفتگو کرده‌اند روبرو می‌شویم نسلی که ما حس کرده‌ایم
شامل بر تمام ارکان زندگی
بازی‌های کودکانه واداب ورسوم موجب از دست دادن گنجینه لغات وتغییر تلفظ ویادگرفتن اصطلاحات جدیدوازه‌های ضروری که در ان ژیشرفت مبینیم که در دروند تحصیلات از خزانه لغات خارج شده است اگر نگاهی به تاریخ بیندازیم برای خودش پیشینه ساخته مثل سال برفی یا سال دردی یا سال هجوم ملخها… بنابراین مردم این سرزمین زیبا سعی کردن مبده تاریخی برای خودشان بسازند وتعامل کند بنابراین در این مقاله سعی شده گوشه ای از تلاش مردم عامی هم بی تأثیر نیست حل می‌پردازیم به نکات کارشناسی ادبیات که توقع داشتیم این دین را بجا بیاورند.
ا ا ا (ضمه – فتحه – کسره
با توجه به اینکه خود فارغاناتی مسلت به این گویش هستم از کمک دیگر هموندان بهره برده‌ام یاداشت نموده وبکار بردام. نحوه نشان دادن تلفظ واژه‌های فارغانی با سه حرت ضمه – کسره – فتحه می‌شود از این نمونه اولین مورد (نون واگی یعنی نان برداردر گویش فارغنی کلماتی که یکسان هستند
اش
واژه اش در وحال ساده ویا گذشته ساده میآید واستمرار پیدا میکندو
دکا
واژی که به فعل اضافه می‌شود که در حال انجام کاری یا حالتی هست
درحال رفتن (هست دکا اشو)
درحال خوردنئ هست (دکا اخوه)
بعضی از مصوات به شکل کشیده تر دارند
فتحه رفت= ره
ضَمه من= مکو
کسرا کلمه تعجب ایها اه
کس وکار = کس وهمرا
کلمات دیگر هم هستن که که بکار میآید مانند شو= شب
بردار = واگی
ضمایر
ما من =مال خوم
مال خودشه =مال خوشن نون اضافه می‌شود
علامت مفعولی
دست را = دستت ن
بنابرین ن با یک فاصله از مفعول میآید
نوشته شده است
است یا هست
فعل ربطی است
الف: اگر اسم یاصفت صامت باشد به شکل کسره در می‌آید مانند: در وازه یعنی در باز است یا هوا سردن یعنی هوا سرد هست.
ب: یابه شکی ضمیر فاعلی می‌آید مثال: اد مو نن یعنی پیش من نیست
ضمایر متصل اد مو /پیش من- اد او/پیش او- اد تو/پش تو البته در اصطلاحات اد کردن یعنی پذیرفتن
مصدر رفتن (ساده) به شکل، ر – ره (رفتند)
علامت افعال استمراری بجای می حرف ابروم – ابریمی یا واژخاص مانند اژبورد یعنی بردند.
کلمه (اژ)
عملی وفعلی درگذشته انجام شده ماننده اژگو = یعنی یک نفر گفت جمع تکرارکنیم، می‌گویم = اژگفت اما اگر و (ژ) تبدیل به ش می شو حال ساده باشد اگو= گفت و (ژ) حذف می‌شود
کلمه (اجک)
اجک = بپر
اجکین = بپرین
جکین = یکنفر درگذشته پریده
تحلیل کوتا ساختاری و تاریخی صرف افعال در گویش فارغانی
مقدمه
زبان‌ها نه‌تنها وسیلهٔ ارتباط هستند، بلکه حامل تاریخ، باورها و فلسفهٔ زیستی یک ملت‌اند. گویش فارغانی، یکی از بازماندگان زبان‌های ایرانی کهن، نمونه‌ای زنده از پویایی زبانی است که در گذر زمان تغییر یافته اما همچنان بار فرهنگی و معنوی خود را حفظ کرده است. این مقاله به بررسی دقیق صرف افعال، ارتباط تاریخی آن‌ها با زبان‌های ایرانی باستانی، و نقش آن‌ها در انتقال باورهای مقدس می‌پردازد.
۱. بررسی فعل "گفتن" در گویش فارغانی*
نمونه‌هایی از صرف فعل "گفتن"*
اُمگُومن گفتم (حال و گذشته)
اَگوُم من می‌گویم (حال تأکیدی)
اِتگو جمع حال تو گفتی
اِژگوُ تو گفتی (حال و گذشته)
- اَ گُوی* تو می‌گویی (حال و آینده)

شُگُوبرو بگو (دستوری) شآگفت کسانی این حرف را می‌گفتند (گذشته استمراری)
تحلیل معنایی واژه "اِژگو"
در ساختار زبانی فارغانی، "اِژگو" نه فقط صرف سادهٔ "گفتن" است، بلکه حامل *بعدی مفهومی* است که در گویش‌های باستانی ایرانی دیده می‌شود. در متون پهلوی، این ریشه به شکل "گُوفتن" ثبت شده و در فارغانی شکل تحول‌یافته‌ای از آن باقی مانده است.
- ۲/بررسی فعل "رفتن" در گویش فارغانی*

فعل "رفتن" در گویش فارغانی جایگاه ویژه‌ای دارد، چرا که با مفهوم حرکت، تغییر، و توانگری الهی آمیخته شده است.
نمونه‌هایی از صرف فعل "رفتن"
- اَشی تو می‌روی (حال)
اَشُم من می‌روم
اَشیم جمع، برویم (حال و آینده) اَشن → آنها رفتند (گذشته) اَیی اِشیم می‌آیی تا برویم بُروُ بروید
بُروُین تأکید بر شما که بروید (حال و آینده)
مفهوم مقدس "اَشی" در باورهای فارغانی*
"اَشی" در گویش فارغانی فقط یک فعل نیست، بلکه حامل بار معنایی و آیینی است. زمانی که فردی می‌گفت "اَشم" یا "اَشی، این بدان معنا بود که باتوانگری ایزد منان حرکت کنیم، یعنی نوعی بدرود و دعا همراه با حرکت به‌سوی مقصد. این مفهوم در باورهای کهن بازتاب *برکت الهی، توانگری، و حرکت در مسیر نیکویی است.
۳/ارتباط مفهوم "اَشی" با اوستا و فلسفه حرکت
```
*در متون اوستایی
```

در متون اوستا، واژه "اَشی"(Ashi) نه‌تنها به معنای برکت و توانگری است، بلکه با نیروی الهی مرتبط می‌شود که انسان را در مسیر حقیقت هدایت می‌کند. اَشی ونگوهی ایزدبانوی سعادت است که حمایت‌کننده اعمال نیک و نیروی پویایی است.
حرکت و توانگری در باورهای ایرانی
در آیین‌های زرتشتی، حرکت نه صرفاً انتقال فیزیکی، بلکه حرکت روح به‌سوی تکامل است. از این منظر، تغییر معنایی فعل "اَشی" در فارغانی می‌تواند بازتابی از مفهوم گذر و تکامل روحانی باشد.
```
*نتیجه‌گیری*
```

گویش فارغانی، در کنار ساختار زبانی غنی خود، حامل باورهایی است که در تاریخ ایران ریشه دارند. فعل *"اَشی"* نه‌تنها به "رفتن" اشاره دارد، بلکه *نمایانگر نیروی برکت و حرکت الهی* است که انسان را در مسیر نیکی همراهی می‌کند. این تحول نشان‌دهندهٔ آن است که زبان‌ها، علاوه بر تغییرات ساختاری، پیوندی ناگسستنی با هویت فرهنگی و فلسفی یک ملت دارند از
```
همهٔ هموندان خواهشمندم گویش فارغان زمین را به کودکان بیاموزند تا بار آگاهی وخرد را به نسل بعدی منتقل کنند.
```

بهار ۱۴۰۴
```
آزین (عروسی یا آروسی) فارغان؛ آیینی از نور، نغمه و پیوند
```

ورودی خانه؛ جلوه‌ای از طبیعت و روشنی
عیش فارغان با آذین‌بندی درب منزل آغاز می‌شود، جایی که برگ‌های درخت نخل و مورت، نمادی از سرسبزی و برکت، خانهٔ جشن را می‌آرایند.
چراغانی این فضا، جلوه‌ای از **نور مقدس مهر** را منعکس می‌کند، همچون آیین‌های میترایی که روشنایی را نشانهٔ ورود به مرحله‌ای نو در زندگی می‌دانستند.
- - شب اول؛ پاشوران و حنابندان پنهانی**

نخستین فصل جشن، **پاشوران و حنابندان پنهانی است، که ابتدا خانوادهٔ عروس و داماد به‌صورت جداگانه برگزار می‌کنند.
اما اگر خانواده‌ها با یکدیگر نسبت داشته باشند، آیین با حضور اقوام و دوستان یکجا** انجام می‌شود.
در این مراسم، زنان دور عروس و داماد حلقه می‌زنند و بزرگان، حنای آمیخته با برگ گل محمدی و درخت مورت** را آماده می‌کنند.
در لحظه‌ای نمادین، شعری پرمعنا خوانده می‌شود:
_جانی حِنات می‌بندم، اگر حِنا نباشد، سایهٔ خدات می‌بندم.
این سروده، **نمایانگر مهر و تقدس آیین پیوند** است، همچون باورهای پهلوی که **حنا را نمادی از طهارت و بخت نیک** می‌دانستند.
شب دوم؛ حنابندان رسمی و سفرهٔ باشکوه**
در **شب دوم، حنابندان در حضور مهمانان بیشتری برگزار می‌شود**. پذیرایی از مهمانان شامل **حلواهای رنگارنگ، خرما، شیرخرما و ادویهٔ زیرهٔ محلی از کوه فارغان** است.
سفرهٔ جشن شامل غذاهای اصیل فارغان است:
- **فسنجان ملس با گوشت یا مرغ محلی**، ترکیبی از **گردوی بخوان و انار ترش**، که ساعت‌ها برای آماده شدن زمان می‌برد. **کباب دیگ**، که گوشت ران با **سیر و ادویه‌های خاص** طعم‌دار شده و به روشی سنتی طبخ می‌شود. **خورشت امامی**، با **ادویه‌های ویژهٔ فارغان**، که طعمی متمایز دارد. - **مرغ بریان و کباب‌های مجلسی**، که با رسم خاصی سرو می‌شوند.
سفره، ابتدا **با لایه‌ای زیرین پهن می‌شود**، سپس سفرهٔ اصلی گسترده می‌شود
و مهمانان از دو طرف سفره پذیرایی می‌شوندنمادی از نظم و احترام در جشن.
بخش سرتراشان؛ گذار داماد به زندگی نو
این آیین عصر روز عیش برگزار می‌شود، جایی که **بزرگان فامیل، داماد را آراسته می‌کنند** و دوستان او را برای ورود به مرحلهٔ جدید زندگی آماده می‌سازند.
داماد، پیراهن سفید و شلوار مشکی بر تن می‌کند، که نمادی از فرهٔ ایزدی و پاکی آغازین است.
در این لحظه، موهای عروس نیز به سبک بختیاری (بُوشک) آراسته می‌شود و با افزودن تُو مودی، به‌گونه‌ای طراحی می‌شود که چشمان عروس بسته بماند، به‌طوری که گفته می‌شود:
```
مثال:عروس خمار می‌ریزد.
```

نوای استاد ساز؛ پژواک پهلوانی در میدان
در این مراسم، استاد دولت و بهرام ساز قرنی‌زن با ریتم خاصی از نت‌ها می‌نوازد، که شنونده را بلافاصله به فضای کشتی پهلوانی هدایت می‌کند.
این نغمه، نشانهٔ پایان ترکه‌بازی و آغاز رقابت‌های پهلوانی است. کشتی پهلوانی؛ نمایش قدرت و هماهنگی
پهلوانان با پاچه‌های بالا کشیده و حرکات نمایشی، در میدان دور می‌زنند و حریف خود را طلب می‌کنند.
اما این رقابت اصول دارد. حریفان باید از نظر هیکل و قدرت هم‌سو باشند تا مسابقه‌ای عادلانه شکل بگیرد.
این آیین، برگرفته از سنت‌های پهلوانی ایران کهن است، که بر احترام، برابری، و جوانمردیتأکید دارد.
برندهٔ مسابقه، نه تنها مورد تشویق حاضرین قرار می‌گیرد، بلکه افتخاری ویژه دریافت می‌کند، که نشانهٔ مهارت و توانایی او در این آیین مقدس است.
ترکه‌بازی؛ نمایشی از دوستی و مهارت
ترکه‌بازی، از برگ‌های درخت خرما ساخته می‌شود. شرکت‌کنندگان، ترکه را در هوا گرفته و با ریتم موسیقی به ساق پای دوست خود می‌زننداین لحظهٔ شور و نشاط، پیوند دوستی را تقویت کرده و فضایی سرشار از صمیمیت و شادی ایجاد می‌کند.
ورود به حجله؛ نغمه‌های آیین مهر با نزدیک شدن داماد به حجله، برگ‌های درختان مقدس، به نشانهٔ پیوندی پایدار و فرخنده بر سر راه او گسترده می‌شود.
لحظهٔ ورود، آیینی باشکوه دارد: آینه، قرآن، اسپند و گل‌های رنگارنگ در سینی قرار می‌گیرند. عروس در آینه نگاه می‌کند و داماد سکه یا انعامی در سینی می‌گذارد.
این مراسم، جلوه‌ای از آیین‌های مهرپرستی است، جایی که آینه نماد انعکاس حقیقت، قرآن نشانهٔ پیمان معنوی و اسپنددورکنندهٔ چشم بدمحسوب می‌شود.
پس از صرف شام، مهمانان شادباشی می‌گیرند، بی‌آنکه شادی قطع شود، و جشن تا واپسین لحظات با شور و سرور ادامه می‌یابد.
فارغان زمین؛ پژواک تاریخ در آیین‌ها
این عیش، نه فقط یک مراسم، بلکه *حلقه‌ای از تاریخ، پهلوانی، باورهای کهن و مهرپرستی در دل فرهنگ فارغان زمین است.
از سرتراشان تا حجله، از نوای پهلوانان تا نغمهٔ ساززن، همه و همه پیوندی زنده با ایران باستان دارند.
این روایت، حفظ و نگهبانی از میراثی است که باید نسل به نسل منتقل شود.

### سنت‌های محلی
داستان محلی گوهر شب چراغ از داستان‌های محلی این ناحیه است.
سنت ههل مشو برای درخواست باران و بازی‌های بومی محلی کَلموچ، دارچلکا، لپنگ، دار توُپا، وعروسکی بنام گاروُک چمکی (برای دختران) ومهم‌ترین بازی درخواست باران بنام (هَلل مِشو) سه یا شبانه شب اول جمع‌آوری آرد، وهیزم هست آخرین شب کُماچ نان بر آتش چهارعنصر مقدس و «سنگی» درآن پنهان می‌کنند که میر وبزرگ بازی می‌داند سهم چه کسی میفتد وان شخص باید از محل بازی به سرعت فرار کند وگرنه بصورت نمادین با پاچه زرباف قدیمی بر بند وکار او ضربه شلاقی وارد می‌کنند او به سرعت می‌دود وبقیه بازیگران که ناراحتی خشکسالی شر وعصبانی هستند بی محابا باید به پیر خردمند بزرگ پناه ببرد آنگاه پیر وساطت می‌کند
و از شخص کتک خورده می‌پرسد وعده بارندگی بده، مثلن پنج روز و وپیرخردمند آنگاه ضامن او می‌شود البته کمالات زیادی در این بازی هست که در این صفحه جای نشود… در این منطقه جریان دارد.